# Волков, Георгий Васильевич
Георгий Васильевич Волков (1928, деревня Пыра — 2018, Санкт-Петербург) — советский и российский поэт, журналист, член Союза журналистов СССР.
Заместитель главного редактора и ответственный секретарь газеты «Рабочая Балахна», редактор газеты «Красный Сормович».

## Биография
Георгий Волков родился 5 декабря 1928 года в деревне Пыра Малокозинского поселкового сельсовета Балахнинского уезда в доме своих бабушки и дедушки Шулындиных. Детство провел в отцовском доме в деревне Лукино.
Окончил начальную Лукинскую школу, семилетку в деревне Малое Козино и десятилетку в Большекозинской средней школе. Начал публиковаться в старших классах школы, которые пришлись на последние годы войны. Первые стихи были посвящены борьбе советского народа с немецко-фашистской оккупацией. Тогда же начал сотрудничать с газетой «Красный Сормович» (г. Горький) и редакцией Балахнинского радиовещания.
В 18 лет был призван в Советскую Армию и попал в строительные войска. Участвовал в строительстве Московского университета. Принял активное участие в организации литературного общества «Высотник». Для молодого Георгия Волкова это был период активного творчества, он довольно много публиковался — в газетах «Строитель университета», «Красный воин», «Московский комсомолец» (все — г. Москва), известна также его публикация этого времени в газете «Красный Сормович». Во время одного из занятий объединения «Высотник» стихи Г. В. Волкова высоко оценила поэтесса М. Алигер.
Несмотря на возможность остаться в Москве, Георгий Волков принял решение вернуться на родину. Здесь он был принят на работу в редакцию газеты «Рабочая Балахна», где проработал до 1973 года, с перерывом в два года. Это было, когда Н. С. Хрущёв решил закрыть районные газеты, и «Рабочая Балахна» временно не издавалась. Георгию Васильевичу было поручено организовать заводскую многотиражку на Правдинском заводе радиорелейной аппаратуры (ПЗРА) — «Знамя труда». С возобновлением издания «Рабочей Балахны» Волков вернулся в её редакцию. Однако в 1973 году из-за конфликта с районным партийным руководством ему пришлось покинуть газету. С этого момента и до выхода на пенсию Георгий Васильевич трудился в газете «Красный Сормович».
Последние годы жизни провел в Санкт-Петербурге, где жил у своей дочери.

## Происхождение и семья
Предки Георгия Васильевича — монастырские (Троице-Сергиевой Лавры), с 1764 года — государственные экономические крестьяне Большекозинской (Пырской) волости Балахнинского уезда. Мужскую линию этой ветви Лукинских Волковых можно проследить до XVII века. В своих воспоминаниях Георгий Васильевич с большой любовью пишет о своем деде, Николае Федоровиче Волкове, родившемся в 1855 году. Он был грамотным, в его доме хранились книги, довольно серьёзная для крестьянской семьи библиотека. Брат Николая Федоровича, Павел с 1908 по 1916 год был попечителем Лукинской школы, награждён памятной медалью в честь 25-летия открытия церковно-приходских школ. Очевидно, это стремление предков Георгия Васильевича к грамотности, интерес к образованию, литературе — одна из необходимых причин его выбора жизненного пути. Отец Николая и Павла, Федор Павлович (1821—1895) был сыном Павла Андреевича Волкова (род. прим. 1763-65гг. от 1-й жены). Пра-пра-прадед поэта Андрей Федорович Волков (около 1725 — 06.07.1804) во втором браке был женат на балахнинской мещанке Матроне Степановне Бакалдиной (1764 г.р., брак 1781-82 года), чья бабушка Мавра Иванова, вдова Кузьмы Бакалдина, упоминается свидетельницей в одном из дел Балахнинского городового Магистрата, разобранных и опубликованных В. Г. Короленко. Дочь Андрея Федоровича Акулина (1764—1842) вышла замуж за крестьянина деревни Лукино Якова Васильева Канатова. Она — мать лукинского судопромышленника Николая Яковлевича Канатова (1799—1882), чей дом занесен в реестр Памятников истории и архитектуры Российской Федерации. Брат Федора Павловича, Алексей, после нескольких лет бурлачества тоже стал судопромышленником — он владел собственной расшивой и заключал договора на поставки муки от пристаней Средней и Нижней Волги до Рыбинска. На одном из домов деревни Лукино долгое время сохранялась резная фризовая доска с его именем-отчеством.
Самый древний документально засвидетельствованный представитель рода — Кондратий Иванов, он упоминается в переписи деревни Лукино 1678 года. Это 8-е поколение предков Георгия Васильевича.
Мама Георгия Васильевича, Антонина Федоровна Шулындина — также из старого местного рода, в переписи 1721 года по деревне Пыра фамилия Шулындин упоминается дважды. Из рода Шулындиных в конце XVIII века вышел в Балахнинское купечество Иван Васильевич Шулындин. Бабушки Георгия Васильевича — Евдокия Васильевна Волкова (Бебенина) родом из Ляхова, Александра Шулындина (Рысева) — из Лукино.
Большую роль в жизни Георгия Васильевича сыграли семьи его дедушек. Семья Николая Федоровича Волкова выделялась из местной крестьянской среды начитанностью, интересом к литературе. Дети Федора и Александры Степановны Шулындиных были одарены музыкально. Мама поэта, Антонина Федоровна, хорошо пела и играла на гитаре, а её брат, Иван, от природы обладал хорошим слухом, играл в местном клубе на баяне. Отец, Василий Николаевич Волков, также играл на гармони. Обе семьи были дружными и многодетными. Также, как и большинство местных жителей, они сохраняли в годы Советской власти, по крайней мере, какие-то элементы православной веры. В домах сохранялись иконы; по воспоминаниям Георгия Васильевича, Николай Федорович Волков молился перед сном, умел читать по церковно-славянски, мама посещала церковь, водила в неё детей.

## Творчество
Первые опубликованные стихи и публикации во время строительства Московского университета были традиционны по содержанию для советской печати того времени. Основными темами были строительство Московского университета, победа в Великой Отечественной войне, свершения Советской власти. Например, в стихотворении «Университет», встречаются такие строки:

Ой вы горы, Ленинские горы,
Сталин ранней утренней зарей
Всю страну окинув мудрым взором
Вас увидит в дымке голубой

Вместе с тем, ранние стихи отличаются проработанностью, музыкальностью, иногда неожиданными точными сравнениями, ясностью мысли. В дальнейшем в его поэзии стали появляться совершенно иные мотивы, которые, возможно, не всегда осознавались автором как противоречащие принципам соцреализма. В то же время, большинство «соцреалистических» текстов публиковались им чаще под псевдонимом Вс. Лукин, а те, которые, видимо, оценивались автором как сложившиеся художественные произведения — под собственным именем. Впрочем, однозначно провести границу здесь не всегда возможно. В своих лучших образцах поэзия Волкова отличается возвышенным, глубоко личным взглядом на мир и общество; через личную эмоциональную историю — переживание материнской любви, любви к женщине, связи с семьей, малой родиной, родной природой, человек оказывается связан со всем миром, космосом, Богом.
Не вполне понятны истоки этой его «настоящей», самобытной поэзии, очевидно, она — плод непрерывного самообразования поэта, его личного опыта, становления собственного мировоззрения. Ещё в его школьных дневниковых записях (1944-45 годов) появляются выписки не только из В. Г. Короленко, Н. А. Островского, Н. Г. Чернышевского, В. Г. Белинского, но и из переписки Гёте и Эккермана, встречаются имена Эсхила, Гомера, Лопе де Веги, Шекспира, церковного композитора Палестрины, других, часто не традиционных для советской школьной программы, авторов.
Одной из важных тем в творчестве Г. В. Волкова в процессе становления его как поэта стали поиски ответа на вопрос — как соединяется социалистическая реальность, в которой он жил, с простыми человеческими чувствами и, вообще, фактами человеческого существования — семьей, любовью к близким, к матери, к малой родине, как старое уживается и сочетается с новым. Характер этой поэзии, однако, не был бунтарским и антисоветским, скорее, это была попытка сохранить и осмыслить то человеческое, что должно быть присуще любому человеку, найти, застолбить ему место в пространстве социалистического мифа. Так, в стихотворении «Отец», перед нами предстает образ неутомимого социалистического труженика, почти стахановца:

…Гудел мартен. И кровь гудела.
И закипала, как металл.
И потом исходило тело.
А он — кидал, кидал, кидал…

Но, тем не менее, это — Отец; поэт возвращает его домой, «полсуток отдохнуть». И пусть он, чуть перекусив, в измождении ложится спать, он важен и нужен именно как отец, а не как ударник социалистического труда. Теме семьи, её важности в жизни человека посвящены также стихотворения «Родительская суббота», «Певунья (маме)», «Моей бабушке А. С. Шулындиной».
Стихотворения «Три гудка» и «Балахна» — о связи дореволюционного прошлого Балахны с настоящим. И если «Три гудка» — это песнь о новом времени, в которое вплавлены осколки прошлого, то «Балахна» — это попытка оправдать досоциалистическую историю Балахны, вписать её в настоящее, показать её яркие эпизоды, уникальность. Председатель Горьковского отделения Союза писателей, поэт-коммунист М. В. Шестериков в своей рецензии на стихотворение «Балахна» отмечал это как основной недостаток стихотворения:
«…Основное возражение вызывает Ваш подход к истории Балахны, к её прошлому. Что вы увидели в прошлом? У Балахны общая со многими населенными пунктами России судьба. В Балахне добывали соль, строили корабли, плели кружева и лили колокола. Все это правильно!…»
Но «Главные страницы истории Балахны — это наше, Советское время. У Вас об этом сказано удивительно мало». (ЦАНО ф. 1825 оп. 1 д. 86 л. 1-2)
Тему сохранения, прорастания старого в новом, памяти о нём продолжает целый ряд стихотворений — «Тополь», «Лошадь», «Дорога», «Гороховое поле».
Разрабатывая эти темы, Георгий Волков так или иначе показывает невозможность ухода от личного, от связи человека с миром через маму, семью, малую родину, через личную историю, историю предков. Характерны строки из стихотворения «Балахна» — «Твоей истории негромкой мне дорог каждый поворот» — как ответ и на будущую рецензию М. В. Шестерикова, и на вызов, брошенный эпохой построения социализма каждому человеку.
Разнообразна любовная лирика Г. В. Волкова. В ней выражены самые разные оттенки нежного, возвышенного чувства к женщине. Это и горячая юношеская влюбленность («Дачница», «Снегурочка»), и сложность отношений между мужчиной и женщиной («Приговори меня к любви»), и отстраненное любование женской судьбой, умением противостоять невзгодам («Ах, Ваша высокая светлость!», «Живут средь нас такие женщины», «Одна»), и благодарность за ту любовь, которой женщина может согревать от юности до преклонных лет:

Как заплачу, затоскую,
Не стыдясь мужской слезы, -
Все седую прядь целую
Знаменитой той косы".
— «Коса»
Три «больших» женских образа стали героинями его стихотворений «Нефертити», «Ехала Джоконда в электричке» и «Рафаэль» (Фарнарина). Пожалуй, более удачны «Нефертити» и «Джоконда», которых автору удалось показать через призму своей эпохи, через свое личное восприятие и при этом не «приземлить» их образы.
Особый пласт лирики составляют «пейзажные» стихотворения, в которых образ женщины появляется в конце стихотворения, отчего отношение к пространству, пейзажу меняется, мир наполняется теплотой, любовью. Часто это достигается за счет одного лишь местоимения «ты».

«…Недвижен воздух. Блесками искрится
Над нами высь, звонка и голуба.
Твои посеребренные ресницы
Дрожат и тают на моих губах».
— «Иней» (окончание)
Хотя на родине Георгий Васильевич зачастую воспринимается как автор, воспевавший родные места, на самом деле пейзажная лирика поэта устроена сложнее. Пейзаж, дерево, лес часто выступают метафорой человека, человеческого общества, отношений между людьми. Из-за этого получается двойная игра, и не всегда просто разделить здесь людей и природу:

«Во всех перелесках
В молчаньи глубоком
Исходят березы
Мучительным соком.
<…>
А радость -
Она нелегко достается.
Радость слезами
Сперва обольется».
— «Во всех перелесках»
В трех стихотворениях метафорой человеческой жизни и поэтического творчества выступает ручей: «Лесной ручей», «Не хочу быть ручьем иссякающим» и — из черновых записей:

«Покамест жизнью дышит грудь
И бьется кровь в висках
Я не оставлю этот путь,
Не затеряюсь где-нибудь,
Как ручеек в песках»

Чрезвычайно близок Г. В. Волкову был образ Пушкина как поэта. Ему посвящено вдохновенное стихотворение «Поэт» и «10 февраля», оказавшееся пророческим и для Георгия Васильевича: он, как и Александр Сергеевич, скончался 10 февраля (2018 года) в Санкт-Петербурге.
По воспоминаниям знавших Георгия Васильевича людей, он был человеком верующим. Когда и насколько он обратился к вере, вынес ли он её из детства, из семей Волковых и Шулындиных, сказать трудно. В свои последние творческие годы он высказался о вере прямо — в стихотворениях «Душа», «Вознесение», «Крест». Однако его поэзия всегда включала в себя религиозную лексику («И воду, как спасенье, пил» — «Отец») и особый взгляд на мир. Он умел увидеть мир сверху, издалека, как бы оттуда, откуда смотрит Бог — и потому многие его поэтические высказывания оставляют ощущение выверенной истины — не потому, что автору хочется, чтобы читатель так думал, а потому, что до появления в тексте они отмеряны по возможности самой высокой мерой, сопоставлены с чем-то большим, чем просто обрамляющая их канва, с некоторой сверх-идеей. Некоторые стихотворения прямо содержат этот взгляд из глубин космоса — «Время», «Глобус», некоторые более «советские» «космические» стихотворения. В целом мировоззрение поэта во многом близко к поэтам середины-конца XVIII — начала XIX века. Так, четверостишье «Летняя ночь» и стихотворение «Вселенский бомж» построением предстающей перед лирическим героем картины перекликаются с Ломоносовским «Вечерним размышлением о Божьем величестве при случае великого северного сияния» и, в чём-то, с религиозными исканиями У. Блейка, «Певунья (маме)» — со стихотворением Дж. Китса «Как голубь из редеющего мрака». Школьные дневниковые записи говорят о большом влиянии Гёте. Безусловно, такой взгляд на мир смотрится довольно анахронично на фоне советского — и антисоветского XX века и постмодерна рубежа XX—XXI веков. И, в то же время, высокое качество стиха, истинная поэтичность, искренность творчества Г. В. Волкова как раз в сочетании с этим противопоставлением своему времени должны быть интересны читателю.

## Публикации и признание
Георгий Васильевич Волков публиковался главным образом в местной печати. В годы службы в Армии его стихи печатались в газетах «Московский Комсомолец», «Красный воин», «Красный Сормович», «Строитель университета». Впоследствии большинство стихов было напечатано по месту работы — в газетах «Рабочая Балахна» и «Красный Сормович». Ряд публикаций вышел в Горьковских/Нижегородских газетах «Ленинская Смена», «Горьковская правда» — «Нижегородская правда». В журнале «Нижний Новгород» была опубликована сказка «Приключения Пуховастика».
Его творчество ценили горьковские, нижегородские поэты М. Шестериков, Б. Пильник, А. Люкин, Ф. Сухов, Ю. Адрианов, А. Фигарев. Вышло несколько поэтических сборников с его участием. Так, сборник поэтов — горьковчан 1961 года был назван по строке из его стихотворения «Пусть поют соловьи». Кроме этого, его стихи опубликованы в сборниках балахнинского литературного клуба «Родник»: «Живи, родник» (1996 год), «Аллеи Мининского сада» (1999), «Душа Балахны» (2005), «Живой воды глоток» (2015). Наиболее полный, авторский сборник Георгия Васильевича — «Здесь на росах настояно слово» был издан в 1997 году в Балахне.
Долгие годы Георгий Васильевич вел литературные кружки при редакциях газет «Рабочая Балахна», «Красный Сормович», «Знамя труда», при Лукинской школе № 18. Практически своей деятельностью он создал в Балахне особую литературную среду, поскольку многие его ученики стали его последователями и продолжателями заложенных им традиций. Также он стоял у истоков литературного клуба «Родник» при Центральной библиотеке им. А. С. Пушкина, литературной страницы «Рабочей Балахны».
Стихи Георгия Васильевича хорошо известны на его родине, исполняются на местных праздниках, литературных занятиях. Он остается самым значимым и популярным поэтом, родившимся на Балахнинской земле.
В 2018—2019 годах Центральная библиотека им. А. С. Пушкина г. Балахны в целях популяризации жизни и творчества Г. В. Волкова и сохранения памяти о нём разработала и реализовала проект «Сохраняя настоящее, определяем будущее». В рамках этого проекта была проведена исследовательская работа, в ходе которой изучены и отобраны для публикации документы фонда № 1825 ГКУ ГАНО г. Балахны, материалы личного архива Г. В. Волкова, статьи и стихотворения автора из газет «Рабочая Балахна» и «Красный Сормович».
Итогом проекта стал выпуск электронного информационного издания «Г. В. Волков. Поэт высокой поэтической культуры». В него вошли отсканированные копии опубликованных и неопубликованных документов и материалов, собранных в ходе исследовательской работы. Данное информационное издание позволит не только сохранить историческую память о поэте, но и откроет пользователям ранее малоизвестные факты жизни и творчества Г. В. Волкова. Презентация диска прошла 30 января 2019 года в Центральной библиотеке им. А. С. Пушкина г. Балахны в рамках краеведческих чтений «Балахнинский поэт и журналист Г. В. Волков».

## Опубликованные стихотворения и статьи Г. В. Волкова
- Август: [стихотворение] // Рабочая Балахна. — 1971. — 28 авг. — С.3.
- Баллада о звезде: [стихотворение] // Рабочая Балахна. — 1965. — 14 авг. — С.4.
- Бетховен: [стихотворение] // Рабочая Балахна. — 1960. — 17 дек. — С.4.
- Бинокль: [стихотворение] // Рабочая Балахна. — 1975. — 13 мая. — С.3.
- «Быть беде, войне, кончине века…». Речка Матрешка: [стихотворения] // Рабочая Балахна. — 1959. — 31 июля. — С.4.
- Венере: [стихотворение] // Рабочая Балахна. — 1966. — 5 марта. — С.4.
- Весеннее: [стихотворение] // Рабочая Балахна. — 1970. — 21 марта. — С.3.
- Весеннее: [стихотворение] // Рабочая Балахна. — 1971. — 30 марта. — С.4.
- Весеннее: [стихотворение] // Рабочая Балахна. — 1974. — 23 марта. — С.3.
- Ветеранам «Рабочей Балахны»: [стихотворение] // Рабочая Балахна. — 1995. — 3 окт. — С.3.
- Владычица осень. Я снова здесь. Как любим. В лесу. В саду: [стихотворения] // Рабочая Балахна. — 2018. — 14 сент. — С.10.
- Возвращение Василия Бортникова: [статья] // Рабочая Балахна. — 1953. — 13 мая. — С.3.
- Время. Глобус: [стихотворения] // Рабочая Балахна. — 1962. — 27 окт. — С.4.
- Время сирени: [стихотворения] // Рабочая Балахна. — 1974. — 24 авг. — С.4.
- Время сирени: [стихотворение] // Рабочая Балахна. — 1965. — 12 июня. — С.4.
- Вятка: [стихотворение] // Рабочая Балахна. — 1970. — 19 сент. — С.3.
- Гагарину: [стихотворение] // Рабочая Балахна. — 1971. — 10 апр. — С.3.
- «Где зори летние…»: [стихотворение] // Рабочая Балахна. — 1967. — 19 авг. — С.3.
- Глухая рамень: [стихотворение] // Рабочая Балахна. — 1992. — 5 сент. — С.3.
- «Говорили…»: [стихотворение] // Рабочая Балахна. — 1976. — 19 авг. — С.4.
- Государство поэзии: [стихотворение] // Рабочая Балахна. — 1974. — 18 мая. — С.4.
- Дачница: [стихотворение] // Рабочая Балахна. — 1974. — 24 янв. — С.4.
- День в фабричном комитете: [статья] // Рабочая Балахна. — 1952. — 28 мая. — С.4.
- «Деньги — на бочку…»: [статья] // Рабочая Балахна. — 1952. — 15 июня. — С.3.
- «Должно быть, в этом наслажденье…»: [стихотворение] // Рабочая Балахна. — 1968. — 16 нояб. — С.3.
- Дорога: [стихотворение] // Рабочая Балахна. — 1967. — 7 нояб. — С.8.
- Жизнь: [стихотворение] // Рабочая Балахна. — 1969. — 8 июля. — С.3.
- Здесь витает дух Лермонтова: [статья] // Рабочая Балахна. — 1961. — 15 авг. — С.4.
- Здесь витает дух Лермонтова: [статья, продолжение]// Рабочая Балахна. — 1961. — 17 авг. — С.4.
- Здесь на росах настояно слово: стихи разных лет [сборник]. — Н. Новгород, 1997. 131 с.
- Зимнее: [стихотворения] // Рабочая Балахна. — 1965. — 16 нояб. — С.4.
- Знания фотографии — всем: [статья] // Рабочая Балахна. — 1960. — 18 июня. — С.4.
- «И опять с утра квадрат окна…»: [стихотворение] // Рабочая Балахна. — 1974. — 18 апр. — С.4.
- «И помню с детства…»: [стихотворение] // Рабочая Балахна. — 2000. — 31 авг. — С.3.
- Играют голубые краски: [стихотворение] // Рабочая Балахна. — 1966. — 24 февр. — С.4.
- Из лирики: [стихотворение] // Рабочая Балахна. — 1965. — 30 дек. — С.4.
- Из пламя и света рождённое слово: [статья] // Красный сормович. — 1991. — 26 июля.
- «Как любим молодыми мы казаться…»: [стихотворение] // Рабочая Балахна. — 1962. — 12 июня. — С.3.
- Комическая трагедия: маленький фельетон // Рабочая Балахна. — 1952. — 1 июня. — С.3.
- Коса вместо топора: [стихотворение] // Рабочая Балахна. — 1952. — 1 авг. — С.4.
- Лесной ручей: [стихотворение] // Рабочая Балахна. — 1962. — 11 авг. — С.4.
- Лесной ручей. Ромашка. Звезда. Гроза. По грибы: [стихотворения] // Рабочая Балахна. — 2018. — 27 июля. — С.15.
- Люкин и другие: [статья] // Красный сормович. — 1997. — 6 нояб.
- Март: [стихотворение] // Рабочая Балахна. — 1969. — 8 марта. — С.4.
- Мое сказание о Параше: [стихотворение] // Рабочая Балахна. — 1973. — 24 марта. — С.3.
- Моему перелеску: сонет // Рабочая Балахна. — 1972. — 26 сент. — С.3.
- На Волге: [стихотворение] // Рабочая Балахна. — 1952. — 18 июля. — С.3.
- На лесной росла сторонке: [стихотворения] // Рабочая Балахна. — 1973. — 25 дек. — С.4.
- На переднем крае: [статья] // Рабочая Балахна. — 1954. — 1 мая. — С.3.
- На птичьем совете: басня // Рабочая Балахна. — 1952. — 10 дек. — С.4.
- На родной порог: [стихотворение] // Рабочая Балахна. — 1962. — 16 авг. — С.1.
- На строительстве торфотехникума: [статья] // Рабочая Балахна. — 1952. — 20 июня. — С.3.
- Наш крокодил новогодний: стихи Г.Волкова // Рабочая Балахна. — 1958. — 1 янв. — С.4.
- Нашим мамам: [стихотворение] // Рабочая Балахна. — 1973. — 8 марта. — С.1.
- «Не хочу быть…»: [стихотворение] // Рабочая Балахна. — 1962. — 26 апр. — С.4.
- Не хочу быть ручьем иссякающим. Спичка. Летняя ночь: [стихотворения] // Рабочая Балахна. — 2018. — 10 авг. — С.15.
- Новые стихи // Рабочая Балахна. — 1969. — 16 янв. — С.4.
- Нулевой цикл. Двадцать лет спустя: [стихотворения] // Рабочая Балахна. — 1976. — 10 авг. — С.4.
- Обещалкин: [стихотворение] // Рабочая Балахна. — 1952. — 12 дек. — С.4.
- Осенние мотивы: [стихотворения] // Рабочая Балахна. — 1973. — 15 сент. — С.3.
- Осенние строки: [стихотворения] // Рабочая Балахна. — 1961. — 23 сент. — С.4.
- Осенние строки: [стихотворение] // Рабочая Балахна. — 1966. — 13 окт. — С.4.
- Осень: [стихотворение] // Рабочая Балахна. — 1954. — 10 окт. — С.4.
- Открытие нового стадиона: [статья] // Рабочая Балахна. — 1952. — 6 июня. — С.3.
- Первый снег: [стихотворение] // Рабочая Балахна. — 1970. — 7 нояб. — С.4.
- Первый снег в лесу: [стихотворение] // Рабочая Балахна. — 1960. — 29 окт. — С.4.
- Повесть о горькой правде: [статья] // Рабочая Балахна. — 1963. — 17 янв. — С.4.
- Посвящение: [стихотворение] // Рабочая Балахна. — 2003. — 12 авг. — С.3.
- Последний путь: [стихотворение] // Рабочая Балахна. — 1961. — 25 нояб. — С.4.
- Поэт. Рафаэль: [стихотворения] // Рабочая Балахна. — 1975. — 23 янв. — С.3.
- Пусть поют соловьи: [стихотворение] // Рабочая Балахна. — 1966. — 14 мая. — С.3.
- Пусть поют соловьи. Струился май потоком звонким: [стихотворения] // Рабочая Балахна. — 1959. — 24 мая. — С.4.
- Речка-матрешка: [стихотворение] // Рабочая Балахна. — 1966. — 2 июля. — С.3.
- Родине: [стихотворение] // Рабочая Балахна. — 1966. — 11 июня. — С.2.
- Родной берег: [стихотворение] // Рабочая Балахна. — 1959. — 20 февр. — С.4.
- Ромашка: [стихотворение] // Рабочая Балахна. — 1973. — 7 июля. — С.3.
- Ручей: [стихотворение] // Рабочая Балахна. — 1970. — 16 июля. — С.4.
- Сентябрь: [стихотворение] // Рабочая Балахна. — 1965. — 25 сент. — С.3.
- Сентябрьский лес: [стихотворение] // Рабочая Балахна. — 1960. — 15 сент. — С.4.
- Снежное: [стихотворение] // Рабочая Балахна. — 1973. — 29 нояб. — С.4.
- Соль Балахны. Уход Толстого: [стихотворения] // Рабочая Балахна. — 1973. — 1 янв. — С.3.
- Сонет // Рабочая Балахна. — 1965. — 3 июня. — С.4.
- Стихи о лошади: [стихотворение] // Рабочая Балахна. — 1965. — 15 июля. — С.4.
- Сторонка родная: [стихотворение] // Рабочая Балахна. — 1959. — 25 февр. — С.3.
- Такие далекие близкие лица: [статья] // Красный сормович. — 1997. — 5 нояб. — С.3.
- Токарь Николай Афанасьев: [статья] // Рабочая Балахна. — 1952. — 20 апр. — С.3.
- Три гудка: [стихотворение] // Рабочая Балахна. — 1997. — 20 сент. — С.1.
- Утреннее: [стихотворение] // Рабочая Балахна. — 1973. — 22 мая. — С.3.
- Холодный вечер. Озари меня, вдохновение. Среди дубов: [стихотворения] // Рабочая Балахна. — 2018. — 12 окт. — С.10.
- Человек спешит на помощь: [статья] // Рабочая Балахна. — 1962. — 21 авг. — С.4.
- Человеку мирного труда: [стихотворение] // [газета неизвестна]. — 1949. — [без номера].
- Шофер: [стихотворение] // Рабочая Балахна. — 1974. — 27 апр. — С.2.
- Эпиграммы // Рабочая Балахна. — 1956. — 23 сент. — С.4.
- Язык любви. Белоснежье. Иней. Лодки. Певунья: [стихотворения] // Рабочая Балахна. — 2018. — 7 марта. — С.10.

## Статьи о Г. В. Волкове
- Горбунова Н. Поэт ушел, поэт остался с нами // Рабочая Балахна. — 2018. — 13 апр. — С.9.
- Горбунова Н. Языком любви // Рабочая Балахна. — 2019. — 8 февр.
- Молодость газетная // Рабочая Балахна. — 2016. — 14 янв. — С. 5.
- Молоканова Е. Поэт и журналист Г. В. Волков // Красный сормович. — 2019. — 8 февр.
- Оглоблин И. Стихи Георгия Волкова // Строитель. — 1949. — 12 сент.
- Особого звучания струна // Красный сормович. — 1998. — 5 дек.
- Памяти Волкова Георгия Васильевича // Рабочая Балахна. — 2018. — 16 февр.
- Черняев С. Георгий Васильевич Волков. «Я мечтал о слове…»